# Rio Arsasca
O Rio Arsasca é um rio da Romênia afluente do rio Cerna, localizado no distrito de Mehedinţi.